# Verwaltungsgemeinschaft Mieste
Die Verwaltungsgemeinschaft Mieste im sachsen-anhaltischen Altmarkkreis Salzwedel in Deutschland war der Zusammenschluss von zehn Gemeinden mit insgesamt 5.586 Einwohnern (Stand: 31. Dezember 2003). Sie wurde am 1. Januar 2005 aufgelöst, die zehn Gemeinden wurden in die Verwaltungsgemeinschaft Südliche Altmark eingegliedert.

## Gemeinden
| - Breitenfeld - Dannefeld - Jeggau - Köckte - Mieste | - Miesterhorst - Peckfitz - Sachau - Sichau - Solpke |

Die Verwaltungsgemeinschaft Mieste hatte ihren Sitz in Mieste.